# Ctenanthe compressa
Ctenanthe compressa är en strimbladsväxtart som först beskrevs av Albert Gottfried Dietrich, och fick sitt nu gällande namn av August Wilhelm Eichler. Ctenanthe compressa ingår i släktet Ctenanthe och familjen strimbladsväxter. Inga underarter finns listade.